# Доксарас, Панайотис

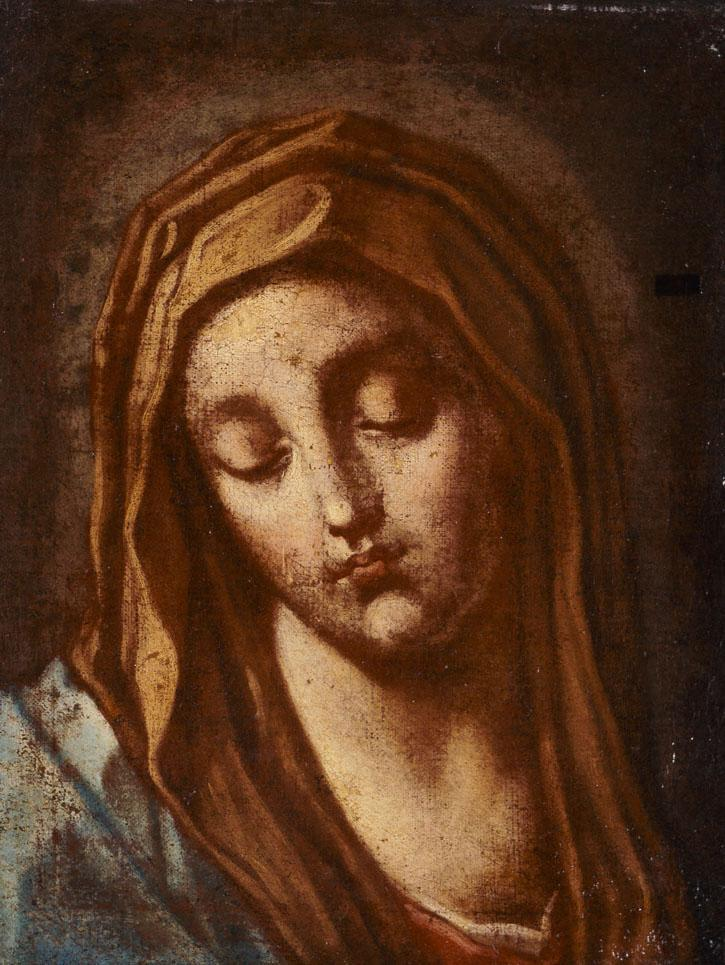
Богородица (1700)

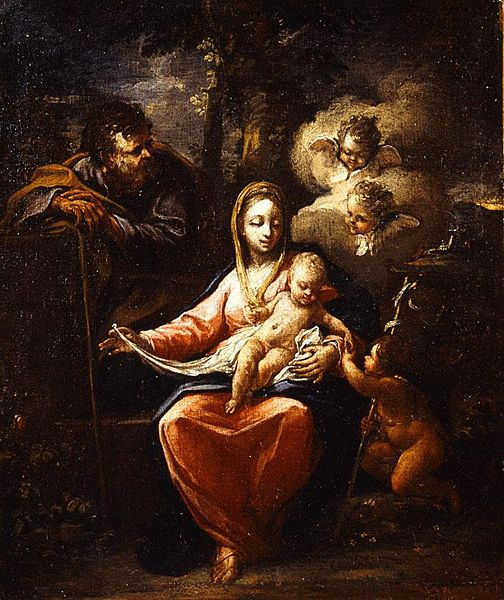
«Святое семейство»

Панайотис Доксарас (греч. Παναγιώτης Δοξαράς; 1662, Мани — 1729, Корфу) — греческий иконописец, основатель Ионической школы иконописи, которая находились под влиянием итальянского Ренессанса. Примерно в 1685 году проходил обучение у Леоса Москоса на острове Закинф, в Риме и в 1699—1704 годах в Венеции. Был великим поклонником Тинторетто, Тициана, Веронезе. Его иконы находятся на островах Лефкас и Закинф. Потолок церкви св. Спиридона (Агиос Спиридонас) на острове Корфу (Керкира) был выполнен Доксарасом. Иконы и другие церковные росписи его кисти в этом храме были уничтожены сыростью, и в XIX веке их место заняли копии, сделанные Николаосом Аспиотисом.
Автор трактата «О живописи» / Περί ζωγραφίας (1726); перевел трактат о живописи Леонардо да Винчи на греческий язык.

## Биография
Панайотис Доксарас родился в селе Кутифари полуострова Мани в 1662 году. Происходил из известного военного клана маниотов. В 1664 году его семья обосновалась на острове Закинф, где впоследствии он получил уроки живописи у Лео Москоса.
В 1694 году Доксарас вступил в венецианскую армию и сражался на стороне венецианцев против турок на Хиосе. В 1699 году он оставил армию, однако при этом был награждён венецианцами рыцарским и дворянским титулами. Позже, в 1721 году получил от венецианцев землю на острове Лефкас.
С 1699 по 1704 год Доксарас учился живописи в Венеции.
С 1704 года семья Доксараса поселилась в расположенном в предгорьях Мани городе Каламата.
В декабре 1714 года началась очередная турецко-венецианская война, в результате которой в 1715 году Пелопоннес перешёл под османский контроль.
Семья Доксараса была в числе тысяч греков, покинувших родину вместе с венецианцами. Семья Доксарасов поселилась первоначально на острове Закинф, а затем на острове Лефкас, где у семьи были земельные владения.
Панайотис Доксарас стал известным художником и признан сегодня искусствоведами как основатель Семиостровной школы греческой живописи.
Учеником и продолжателем манеры Доксараса был его сын Доксарас, Николаос.